# Andrei Iljitsch Merslikin

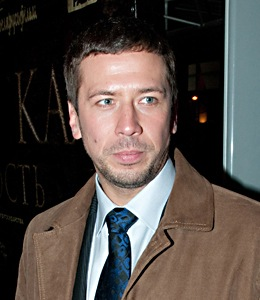
Andrei Merslikin (November 2010)

Andrei Iljitsch Merslikin (russisch Андрей Ильич Мерзликин Andrej Il'ič Merzlikin; * 24. März 1973 in Kaliningrad, Oblast Moskau, Sowjetunion) ist ein russischer Schauspieler.

## Leben
Andrei Merslikin wurde als Sohn eines Berufskraftfahrers und einer Buchhalterin geboren. Er ist russischer Abstammung.
Zuerst wollte Andrei Merslikin zum kosmischen Maschinenbau. Doch nach dem Abschluss hat er sich anders überlegt und ist zum WGIK gegangen. Von 2001 bis 2011 gehörte er der Truppe des Moskauer Drama-Theaters von Armen Dschigarchanjan an. Er ist auch für seine Film- und Fernsehrollen sehr beliebt.
2012 war Merslikin in den russischen Medien als Werbefigur für die Limonade Mountain Dew aktiv.
Andrei Merslikin ist seit März 2006 mit Anna Merslikina (geb. Osokina), einer Psychologin aus Surgut, verheiratet und hat mit ihr drei Kinder: Fjodor (* 2006), Serafima (* 2008) und Jewdokija (* 2010). Merslikin ist gläubiger russisch-orthodoxer Christ.

## Filmografie (Auswahl)

### Spielfilme
- 2003: Bumer (Бумер)
- 2006: Piranha (Охота на пиранью)
- 2008: Die bewohnte Insel (Обитаемый остров)[2][3]
- 2009: Newsmakers (Горячие новости)
- 2009: Skinheads 88 (Россия 88)
- 2010: Sturm auf Festung Brest (Брестская крепость)
- 2010: Die Sonne, die uns täuscht – Der Exodus (Утомлённые солнцем 2: Предстояние)
- 2011: 4 Tage im Mai
- 2015: Jedinitschka (Единичка)
- 2022: First Oscar
- 2024: Dekabr (Декабрь)

### Fernsehserien
- 2004: Konvoi PQ17 (Конвой PQ17)
- 2009: Issajew (Исаев)